# Liste der Mitglieder der American Academy of Arts and Sciences/1927
Im Jahr 1927 wählte die American Academy of Arts and Sciences 46 Personen zu ihren Mitgliedern.

## Neugewählte Mitglieder
- Kenneth Daniel Blackfan (1883–1941)
- Robert Pierpont Blake (1886–1950)
- Francis Crawford Burkitt (1864–1935)
- William John Crozier (1892–1955)
- Henry Hallett Dale (1875–1968)
- Peter Joseph William Debye (1884–1966)
- Philip Drinker (1894–1972)
- Léon Duguit (1859–1928)
- Willem Einthoven (1860–1927)
- Gordon Maskew Fair (1894–1970)
- William Cameron Forbes (1870–1959)
- James Lawder Gamble (1883–1959)
- Wallace Goodrich (1871–1952)
- Harvey Monroe Hall (1874–1932)
- Ejnar Hertzsprung (1873–1967)
- Arthur Norman Holcombe (1884–1977)
- Earnest Albert Hooton (1887–1954)
- Charles Sydney Hopkinson (1869–1962)
- Percy Rogers Howe (1864–1950)
- Ivan Murray Johnston (1898–1960)
- Alfred Vincent Kidder (1885–1963)
- Victor Alexandre Frederic Laloux (1850–1937)
- Donald Hamilton McLaughlin (1891–1984)
- James Howard Means (1885–1967)
- Axel Leonard Melander (1878–1962)
- Gilbert Murray (1866–1957)
- George James Peirce (1868–1954)
- Frederick Haven Pratt (1873–1958)
- Joseph Hersey Pratt (1872–1956)
- Henri Benjamin Rabaud (1873–1949)
- Josef Redlich (1869–1936)
- Edwin Arlington Robinson (1869–1935)
- Allan Winter Rowe (1879–1934)
- George Alfred Leon Sarton (1884–1956)
- Andrew Watson Sellards (1884–1942)
- John Clarke Slater (1900–1976)
- Willard Learoyd Sperry (1882–1954)
- Harlan True Stetson (1885–1964)
- Edmund Charles Tarbell (1862–1938)
- Friedrich von Müller (1858–1941)
- Langdon Warner (1881–1955)
- Joseph Treloar Wearn (1893–1984)
- Robert Spurr Weston (1869–1943)
- Richard Wettstein (1863–1931)
- Westel Woodbury Willoughby (1867–1945)
- Quincy Wright (1890–1970)